# Prefabricació
La prefabricació és un sistema de construcció basat en el disseny i producció de components i subsistemes elaborats en sèrie en una fàbrica fora de la seva ubicació final i que es porten a la seva posició definitiva per muntar l'edificació després d'una fase de muntatge simple, precisa i no laboriosa. Tal és així que, quan un edifici és prefabricat, les operacions en el terreny són essencialment de muntatge, i no d'elaboració. Una bona referència per conèixer el grau de prefabricació d'un edifici és la de valorar la quantitat de residus generats en l'obra; quanta major quantitat d'enderrocs i brutícia, menys índex de prefabricació presenta l'immoble.
El terme prefabricació segueix tenint una connotació despectiva, la qual cosa ja avançava el dissenyador i arquitecte autodidacta Jean Prouvé, quan deia que el que es qualifica com prefabricat acaba assimilant-se a edifici provisional. No obstant això, la prefabricació comporta, en la majoria dels casos, un augment de qualitat, reducció de deixalles, perfeccionament i seguretat.

## Història

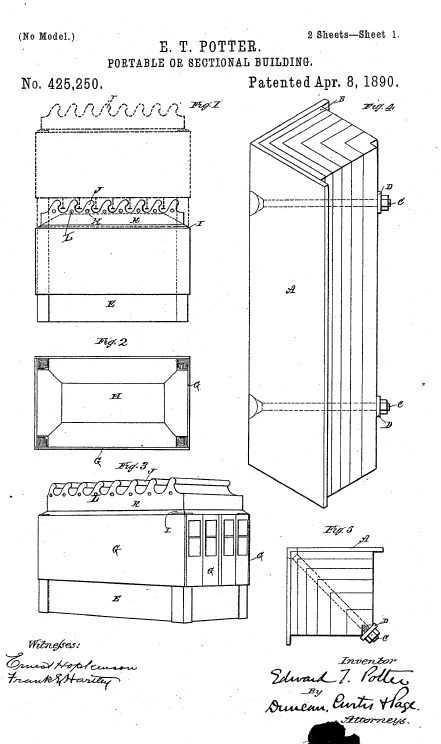
Patent d'E.T. Potter de 1889

S'han constatat exemples històrics molt interessants. Potser, el primer precedent de prefabricació modular es remunti al segle xvi, quan Leonardo da Vinci va rebre l'encàrrec de planificar una sèrie de noves ciutats en la regió del Loira. El seu plantejament, magistral i xocant per la seva modernitat, va consistir a establir, al centre i origen de cada ciutat, una fàbrica d'elements bàsics que permetessin conformar al seu al voltant un gran ventall d'edificis; aquestes construccions havien estat dissenyades prèviament per ell mateix per generar, de forma fluida i flexible, una gran diversitat de tipologies edificatòries amb un mínim d'elements constructius comuns.
Un altre exemple és el succeït en aquest mateix segle durant la guerra entre francesos i anglesos, on l'exèrcit de Francesc I i Enric II va planificar les batalles contra Anglaterra construint pavellons de fusta prefabricats que alberguessin als seus soldats durant l'ofensiva. Transportats fàcilment per vaixell, es muntaven i desmuntaven ràpidament pels mateixos soldats, de tal forma que els campaments anessin, a més de resistents i confortables, àgils en els seus desplaçaments. Seguint una tècnica molt similar, en 1578 també es va aixecar a la terra de Baffin (Canadà) una casa prefabricada de fusta que havia estat construïda a Anglaterra. Així mateix, en 1624, la Great House, una casa de fusta panelitzada i modular, construïda per Edward Winslow a Anglaterra, va ser traslladada i muntada a Massachusetts, a l'altre costat de l'Atlàntic.
Encara que aquests dos últims exemples no es poden considerar prefabricació en estat pur, ja que la construcció d'elements no va ser en sèrie sinó dissenyats per a edificacions singulars, sí que s'aprecia un valuós canvi de mentalitat aplicada a la construcció. No seria fins al final del S. XVIII, això a partir de 1840 amb l'arribada de la primera revolució industrial, va anar llavors quan es va començar a albirar la possibilitat d'industrialitzar la construcció; a Europa, mitjançant la construcció de ponts i cobertes amb ferro colat, material que seria després aplicat a l'elaboració de pilars i bigues d'edificis; i al mateix temps, als Estats Units, mitjançant la construcció d'edificis de tipologia Balloon Frame, constituïts per llistons de fusta provinents de fàbrica i assemblats mitjançant claus fabricats industrialment.
Caldria esperar fins a finals del segle xix perquè es redescobrís l'ús del formigó (que amb prou feines s'havia emprat des dels romans) que aplicat juntament amb entramats de filferros constituïa una matèria primera ideal para prefabricats. Tal és així que en 1891 es prefabriquen les primeres bigues de formigó armat per a la construcció del Casino de Biarritz. Curiosament, un parell d'anys abans, en 1889, apareixia als EUA la primera patent d'edifici prefabricat mitjançant mòduls tridimensionals en forma de "calaix" apilable, ideada per Edward T. Potter.